# Liste der Einträge im National Register of Historic Places im Norman County

Lage des Norman County in Minnesota

Die Liste der Einträge im National Register of Historic Places im Norman County in Minnesota führt alle Bauwerke und historischen Stätten im Norman County auf, die in das National Register of Historic Places aufgenommen wurden.
| [ 2 ] | Name                         | Bild                         | Eintragsdatum        | Lage                                                             | Ort     | Beschreibung                                                                                                 |
| ----- | ---------------------------- | ---------------------------- | -------------------- | ---------------------------------------------------------------- | ------- | --- |
| 1     | Ada Village Hall             | Ada Village Hall             | 1998 ID-Nr. 98000154 | 404 West Main Street 47° 17′ 59,9″ N, 96° 30′ 59,8″ W            | Ada     | 1904 errichtetes Rathaus                                                                                     |
| 2     | Canning Site (21NR9)         |                              | 1986 ID-Nr. 86001358 | Adresse nicht veröffentlicht                                     | Hendrum | Archäologische Stätte mit Fundstücken frühzeitlicher Bisonjäger                                              |
| 3     | Congregational Church of Ada | Congregational Church of Ada | 1984 ID-Nr. 84000236 | East 2nd Avenue Ecke 1st Street 47° 17′ 53,7″ N, 96° 30′ 44,4″ W | Ada     | Im Jahr 1900 aus Backsteinen im American Craftsman-Stil errichtete Kirche mit Glockenturm im Queen Anne-Stil |
| 4     | Norman County Courthouse     | Norman County Courthouse     | 1983 ID-Nr. 83000923 | 16 East 3rd Avenue 47° 17′ 54,4″ N, 96° 30′ 48,5″ W              | Ada     | 1904 aus Backsteinen im neuromanischen Stil errichtetes Justiz- und Verwaltungsgebäude                       |
| 5     | Zion Lutheran Church         | Zion Lutheran Church         | 1999 ID-Nr. 99001269 | County Highway 3 47° 27′ 20″ N, 96° 47′ 28″ W                    | Shelly  | 1883 im neugotischen Stil errichtete Kirche norwegischer Einwanderer                                         |

## Frühere Einträge
| [ 2 ] | Name                  | Bild | Eintragsdatum        | Lage           | Ort         | Beschreibung                                                                                   |
| ----- | --------------------- | ---- | -------------------- | -------------- | ----------- | ---------------------------------------------------------------------------------------------- |
| 1     | Faith Milling Company |      | 1978 ID-Nr. 78001553 | County Road 40 | Twin Valley | 1916 errichtete Mühle; im Jahr 1989 abgebrannt und ein Jahr später aus dem Register gestrichen |